# Asley González
Asley González Montero (Caibarién, 5 de septiembre de 1989) es un deportista cubano que compitió en judo.
Participó en tres Juegos Olímpicos de Verano entre los años 2008 y 2016, obteniendo una medalla de plata en Londres 2012 en la categoría de –90 kg. En los Juegos Panamericanos consiguió dos medallas, en los años 2011 y 2015.
Ganó dos medallas en el Campeonato Mundial de Judo, en los años 2011 y 2013, y cinco medallas en el Campeonato Panamericano de Judo entre los años 2011 y 2018.

## Palmarés internacional
| Juegos Olímpicos        | Juegos Olímpicos        | Juegos Olímpicos  | Juegos Olímpicos |
| Año                     | Lugar                   | Medalla           | Categoría        |
| ----------------------- | ----------------------- | ----------------- | ---------------- |
| 2012                    | Londres (Reino Unido)   | Medalla de plata  | –90 kg           |
| Campeonato Mundial      |                         |                   |                  |
| Año                     | Lugar                   | Medalla           | Categoría        |
| 2011                    | París (Francia)         | Medalla de bronce | –90 kg           |
| 2013                    | Río de Janeiro (Brasil) | Medalla de oro    | –90 kg           |
| Juegos Panamericanos    |                         |                   |                  |
| Año                     | Lugar                   | Medalla           | Categoría        |
| 2011                    | Guadalajara (México)    | Medalla de plata  | –90 kg           |
| 2015                    | Toronto (Canadá)        | Medalla de plata  | –90 kg           |
| Campeonato Panamericano |                         |                   |                  |
| Año                     | Lugar                   | Medalla           | Categoría        |
| 2011                    | Guadalajara (México)    | Medalla de oro    | –90 kg           |
| 2012                    | Montreal (Canadá)       | Medalla de plata  | –90 kg           |
| 2013                    | San José (Costa Rica)   | Medalla de oro    | –90 kg           |
| 2015                    | Edmonton (Canadá)       | Medalla de plata  | –90 kg           |
| 2018                    | San José (Costa Rica)   | Medalla de plata  | –90 kg           |